# Poplar Bluff (Misuri)
Poplar Bluff es una ciudad ubicada en el condado de Butler en el estado estadounidense de Misuri. En el Censo de 2010 tenía una población de 17023 habitantes y una densidad poblacional de 506,48 personas por km².

## Geografía
Poplar Bluff se encuentra ubicada en las coordenadas 36°45′47″N 90°24′50″O / 36.76306, -90.41389. Según la Oficina del Censo de los Estados Unidos, Poplar Bluff tiene una superficie total de 33.61 km², de la cual 33.42 km² corresponden a tierra firme y (0.55%) 0.19 km² es agua.

## Demografía
Según el censo de 2010, había 17023 personas residiendo en Poplar Bluff. La densidad de población era de 506,48 hab./km². De los 17023 habitantes, Poplar Bluff estaba compuesto por el 84.79% blancos, el 9.97% eran afroamericanos, el 0.53% eran amerindios, el 0.89% eran asiáticos, el 0.06% eran isleños del Pacífico, el 0.9% eran de otras razas y el 2.84% pertenecían a dos o más razas. Del total de la población el 2.21% eran hispanos o latinos de cualquier raza.